# Ingall
Ingall (andere Schreibweisen: In-Gall, In Gall, I-n-Gall, Ingal, Inghall) ist eine Landgemeinde und der Hauptort des gleichnamigen Departements Ingall in Niger.

## Geographie

### Lage und Gliederung

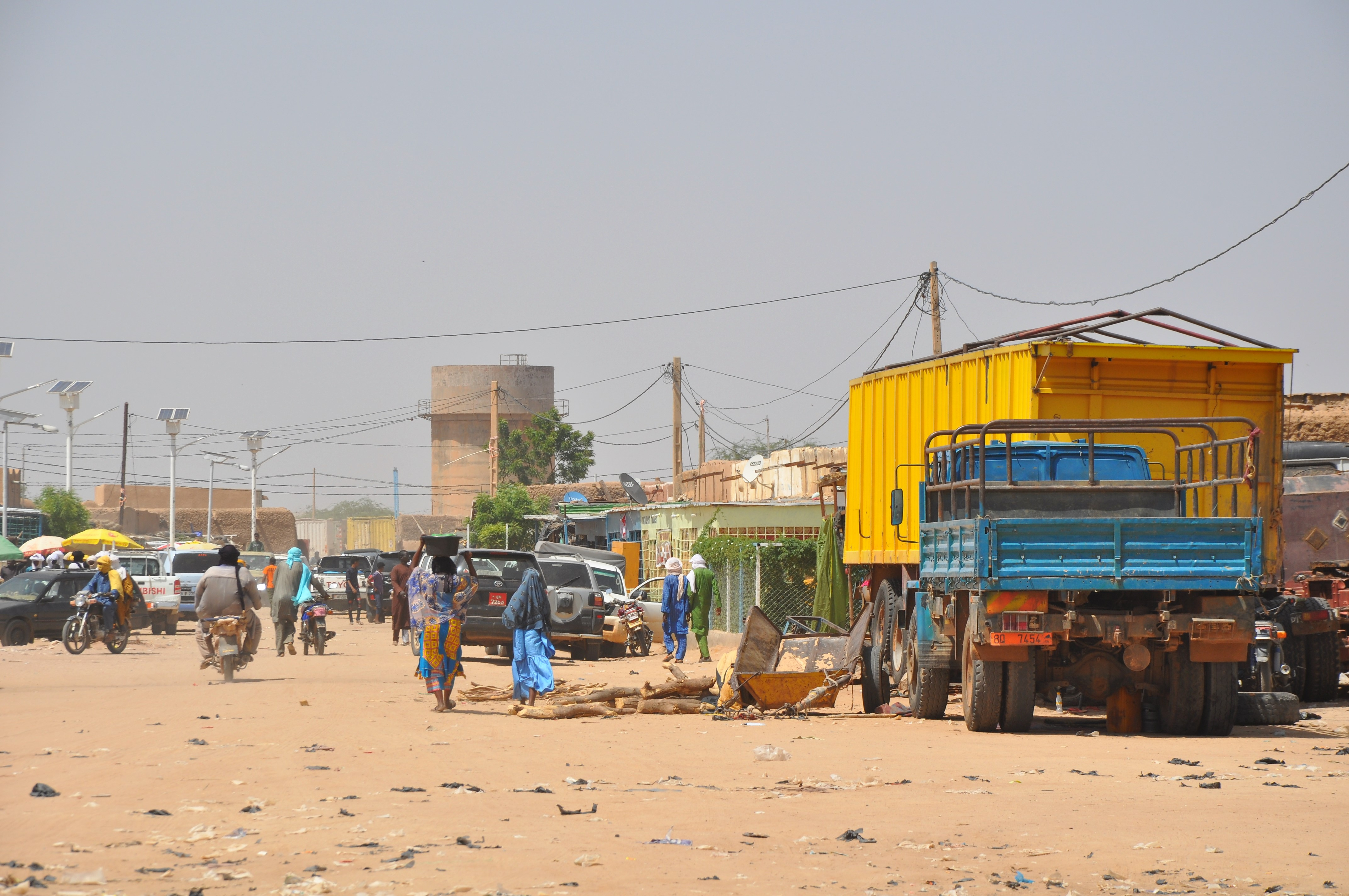
Hauptstraße in Ingall (2019)

Der Hauptort der Landgemeinde ist Ingall, eine in einer Höhe von rund 490 m. ü. M. gelegene Oase. Der Hauptort ist in 15 Stadtviertel gegliedert: Agafey, Aharam, Alkoubla I, Alkoubla II, Alkoubla III, Alkouboula II, Alkouboula III, Atiaram, Itourma 1, Itriman, Madina, Quartier Administratif, Sabon Gari, Toudou und Toudou II.
Bei den Siedlungen im ländlichen Gemeindegebiet handelt es sich um 19 Dörfer, 19 Weiler, 20 Lager und 142 Wasserstellen. Im Gemeindegebiet befinden sich die Ruinenstadt Takedda und der Grenzort Assamaka. Auf vier Wasserstellen in Ingall erhebt die Nachbargemeinde Aderbissinat Anspruch. Umgekehrt beansprucht Ingall vier weitere Wasserstellen in Aderbissinat und eine Wasserstelle in der Gemeinde Bermo.
Die Landgemeinde grenzt im Norden an den Nachbarstaat Algerien und im Nordwesten an den Nachbarstaat Mali. Die Nachbargemeinden in Niger sind Gougaram im Nordosten, Dannet, Dabaga und Tchirozérine im Osten, Aderbissinat im Südosten, Gadabédji im Süden sowie Abalak, Tamaya, Tassara und Tillia im Westen.
Ingall hat Anteil an den Landschaften Irhazer und Tadrès. Die Jagdzone von Ingall ist eines der von der staatlichen Generaldirektion für Umwelt, Wasser und Forstwirtschaft festgelegten offiziellen Jagdreviere Nigers.

### Klima
In Ingall herrscht trockenes Wüstenklima vor. Die Niederschlagsmessstation im Hauptort liegt auf 450 m Höhe und wurde 1954 in Betrieb genommen.
|                        | Jan  | Feb  | Mär  | Apr  | Mai  | Jun  | Jul  | Aug  | Sep  | Okt  | Nov  | Dez  |   |      |
| Mittl. Temperatur (°C) | 21,4 | 24,6 | 28,8 | 33,3 | 35,7 | 35,7 | 34,0 | 32,5 | 34,0 | 31,9 | 27,0 | 22,4 | ⌀ | 30,1 |
| Mittl. Tagesmax. (°C)  | 29,2 | 32,4 | 36,6 | 40,6 | 42,3 | 41,8 | 39,7 | 38,4 | 40,1 | 38,4 | 34,3 | 30,2 | ⌀ | 37   |
| Mittl. Tagesmin. (°C)  | 12,9 | 15,7 | 19,4 | 23,9 | 27,0 | 28,1 | 27,7 | 26,5 | 26,4 | 23,6 | 18,4 | 14,0 | ⌀ | 22   |
|                        |      |      |      |      |      |      |      |      |      |      |      |      |   |      |
| Niederschlag (mm)      | 0    | 0    | 0    | 0    | 1    | 4    | 19   | 36   | 6    | 0    | 0    | 0    | Σ | 66   |
|                        |      |      |      |      |      |      |      |      |      |      |      |      |   |      |
| Sonnenstunden (h/d)    | 10,1 | 10,4 | 10,8 | 11,3 | 11,6 | 11,8 | 11,7 | 11,2 | 11,0 | 10,6 | 10,2 | 10,0 | ⌀ | 10,9 |
|                        |      |      |      |      |      |      |      |      |      |      |      |      |   |      |
| Regentage (d)          | 0    | 0    | 0    | 0    | 0    | 1    | 3    | 6    | 2    | 0    | 0    | 0    | Σ | 12   |
|                        |      |      |      |      |      |      |      |      |      |      |      |      |   |      |
| Luftfeuchtigkeit (%)   | 15   | 12   | 9    | 8    | 11   | 18   | 30   | 40   | 22   | 15   | 15   | 16   | ⌀ | 17,6 |

| 12,9 |

| 15,7 |

| 19,4 |

| 23,9 |

| 27,0 |

| 28,1 |

| 27,7 |

| 26,5 |

| 26,4 |

| 23,6 |

| 18,4 |

| 14,0 |

| 12,9 |

| 15,7 |

| 19,4 |

| 23,9 |

| 27,0 |

| 28,1 |

| 27,7 |

| 26,5 |

| 26,4 |

| 23,6 |

| 18,4 |

| 14,0 |

| N i e d e r s c h l a g | 0   | 0   | 0   | 0   | 1   | 4   | 19  | 36  | 6   | 0   | 0   | 0   |
|                         | Jan | Feb | Mär | Apr | Mai | Jun | Jul | Aug | Sep | Okt | Nov | Dez |

## Geschichte

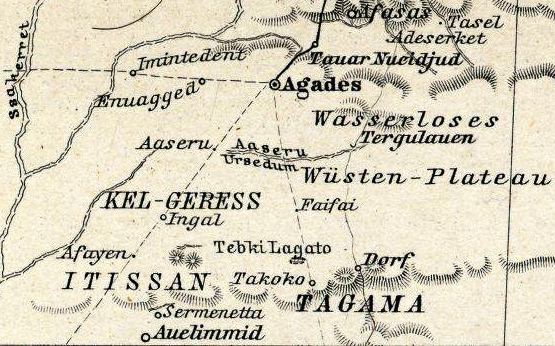
Ingall (Ingal) in Stielers Hand-Atlas von 1891

Archäologische Fundplätze aus der Jungsteinzeit sind Chin Tafidet, In-Tékébrine und Tamaya Mellet.
Ingall wurde 1370 von Truppen des sich Richtung Osten ausdehnenden Malireichs erobert. Bis ins Mittelalter wurde in der Gegend um Ingall Kupfer abgebaut.

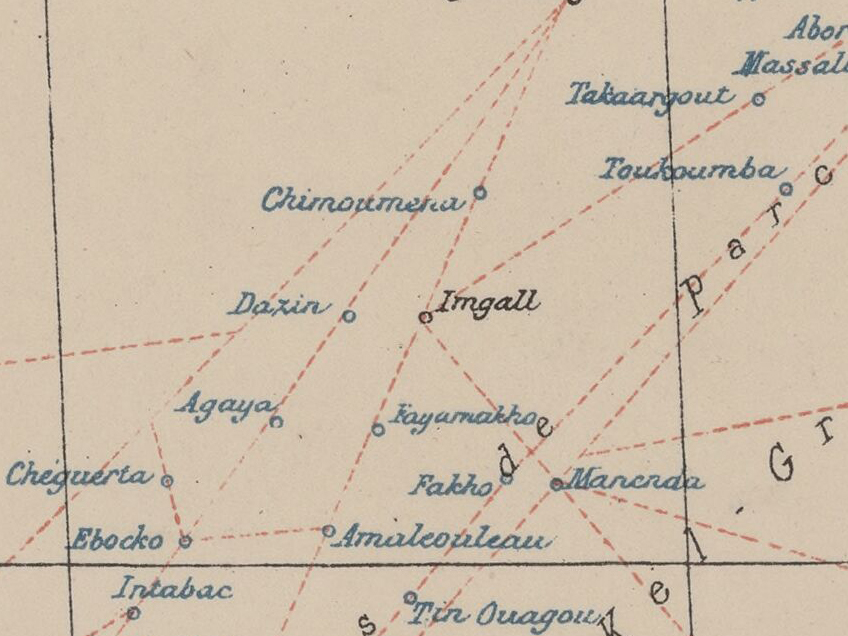
Ausschnitt einer Karte von 1903 mit Ingall (Imgall) im Zentrum

Die 558 Kilometer lange Piste zwischen den Orten Agadez und Birni-N’Konni, die durch Ingall führte, galt in den 1920er Jahren als einer der Hauptverkehrswege in der damaligen französischen Kolonie Niger. In diesem Abschnitt war sie auf Reisen mit Kamelen ausgerichtet. Die französische Verwaltung richtete 1947 in Ingall eine Schule speziell für die nomadische Bevölkerung ein. Das französische Übersee-Forschungsinstitut Office de la Recherche Scientifique et Technique Outre-Mer (ORSTOM) betrieb in Ingall eine geomagnetische Station, die zu einem Netzwerk von mehreren hundert ORSTOM-Stationen in Westafrika gehörte, an denen in den 1950er Jahren geomagnetische Messungen vorgenommen wurden.
Im Jahr 1964 gliederte eine Verwaltungsreform Niger in sieben Departements, die Vorgänger der späteren Regionen, und 32 Arrondissements, die Vorgänger der späteren Departements. Ingall wurde dem neu geschaffenen Arrondissement Agadez zugeschlagen, erhielt jedoch – wie Iférouane – den Status eines Verwaltungspostens (poste administratif) im Gebiet des Arrondissements. Verwaltungsposten waren besondere Gebietseinheiten eine Ebene unterhalb von Arrondissements, die als eine Art Vorstufe zu einer späteren Umwandlung in ein eigenes Arrondissement galten. Das Gebiet des Arrondissements Agadez wurde 1969 auf die Arrondissements Arlit und Tchirozérine aufgeteilt. Ingall wurde dem Arrondissement Tchirozérine zugeschlagen. Im Jahr 1998 wurden die bisherigen Arrondissements Nigers in Departements umgewandelt.
Die Rallye Dakar führte 1983 über Ingall. Im Jahr 2009 verursachten Überschwemmungen in verschiedenen Orten im Gemeindegebiet materielle Schäden, von denen insgesamt über 1000 Einwohner unmittelbar betroffen waren. Seit 2011 gehört die Landgemeinde nicht mehr zum Departement Tchirozérine, sondern zum neugeschaffenen Departement Ingall. Der bisherige Verwaltungsposten wurde zum Hauptort des Departements erhoben.

## Bevölkerung

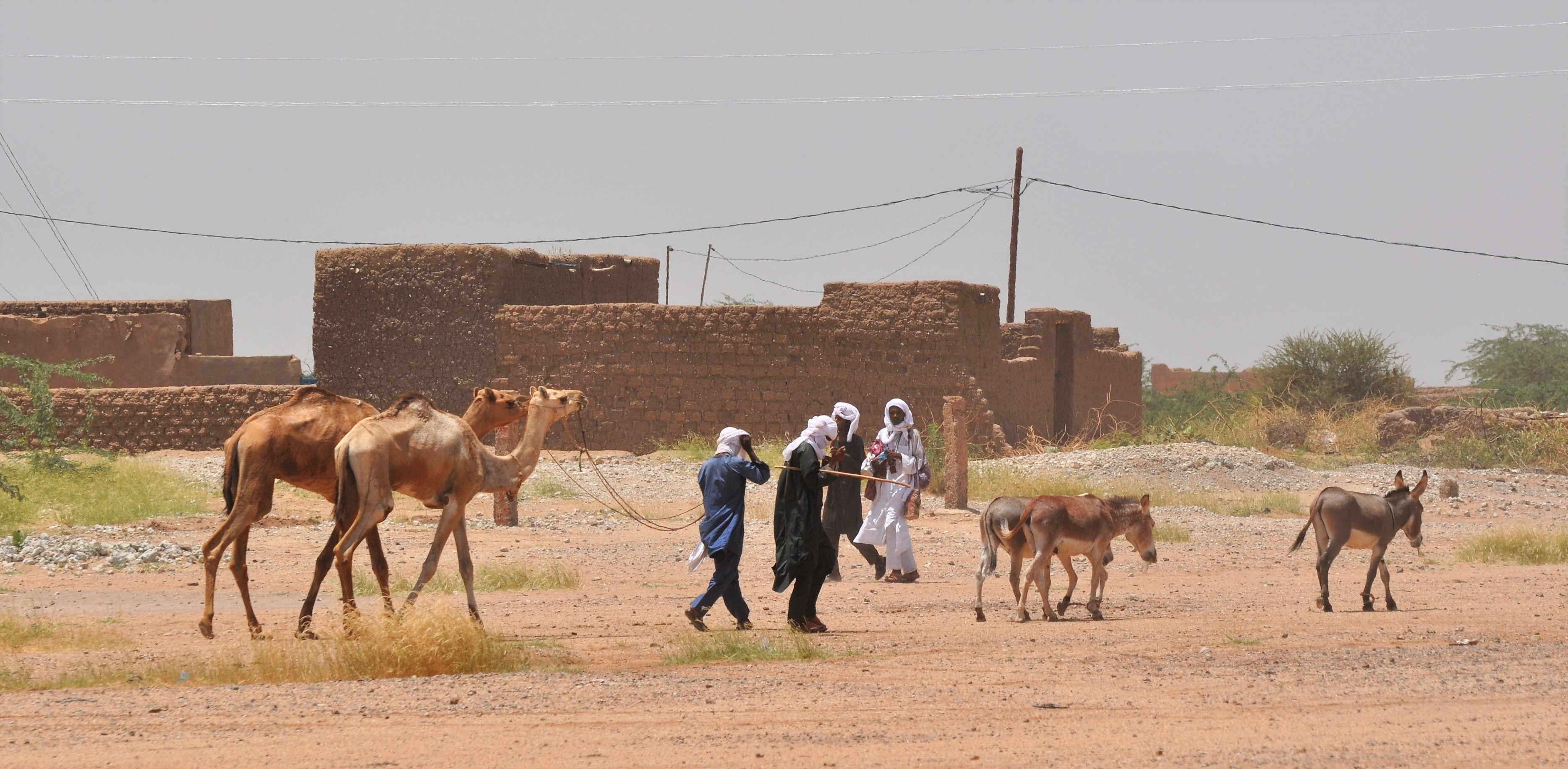
Fußgeher und Vieh in Ingall (2019)

Bei der Volkszählung 2012 hatte die Landgemeinde 51.903 Einwohner, die in 8645 Haushalten lebten. Bei der Volkszählung 2001 betrug die Einwohnerzahl 30.060 in 5557 Haushalten.
Im Hauptort lebten bei der Volkszählung 2012 7839 Einwohner in 1229 Haushalten, bei der Volkszählung 2001 5601 in 1036 Haushalten und bei der Volkszählung 1988 7430 in 1297 Haushalten. Bei der Volkszählung 1977 waren es 3354 Einwohner.
Zur sesshaften Bevölkerung zählen Songhai und Tuareg, zur transhumant lebenden Tuareg und Fulbe. Außerdem leben Abzinawa in der Gemeinde. Für die Nomaden der Tuareg-Gruppe Kel Fadey sind die Brunnen von Ebrik und Tchimoumounène von Bedeutung, für die Nomaden der Tuareg-Gruppe Kel Hoggar die Brunnen von Inabaghirit, Injitan, Tegguida-n-Tessoum, Tiguindan Adar und Tiguidan Tagueit. Die Tuareg-Gruppe Igdalen lässt ihr Vieh an den Brunnen von Assawas, Ekizengui, Fogochia, Kokari, Mazababou und Tiguindan Adar weiden. Am Brunnen von Ouaraghass nomadisieren Kounta. An den Brunnen von Assawas, Emalolo und Lag Lag leben Angehörige der Fulbe-Gruppen Bikorawa und Bingawa. In den Oasen Ingall und Tegguida-n-Tessoum wird von etwa 8000 Personen (Stand: 1998) die nördliche Songhaisprache Tasawaq gesprochen, die nur hier heimisch ist. Tasawaq-Erstsprecher verwenden auch Hausa oder die Tamascheq-Varietät Tawallammat. In den zum Gemeindegebiet von Ingall gehörenden Dörfern Mazababou und Tiguirwit wird die Songhai-Berber-Mischsprache Tagdal gesprochen.

## Politik
Der Gemeinderat (conseil municipal) hat 16 Mitglieder. Mit den Kommunalwahlen 2020 sind die Sitze im Gemeinderat wie folgt verteilt: 10 PNDS-Tarayya, 3 MNSD-Nassara, 2 MPN-Kiishin Kassa und 1 MPR-Jamhuriya.
Jeweils ein traditioneller Ortsvorsteher (chef traditionnel) steht an der Spitze von 14 Dörfern in der Gemeinde.

## Kultur und Sehenswürdigkeiten
Bekannt ist Ingall für die während der sommerlichen Regenzeit gefeierten Nomadenfestival Cure Salée. Teil der Festlichkeiten sind die Geerewol-Zermonien der Wodaabe, ein Männer-Schönheitswettbewerb.
Unweit des Marktes liegt in der Ortsmitte die Freitagsmoschee, eine Hof-Moschee, aus dem Jahr 1970. Ihr Erhaltungszustand wird als sehr gut beschrieben. Das Areal umfasst eine geschätzte Gesamtfläche von 900 Quadratmetern. Die Hofmauer ist übermannshoch. Im umschlossenen Hof befindet sich ein mittelhohes, mehrstufiges Adhān-Podest. Das Betraumgebäude ist als Queranlage konzipiert und beherbergt eine Mihrāb-Abside mit giebelartiger Spitze an der Ostseite. Tief in der Mauerkrone und der Mihrāb-Abside sind zahlreiche Wasserspeier eingelassen.
Östlich der Freitagsmoschee, aber ebenfalls in der Ortsmitte, liegt die älteste Moschee Ingalls. Die knapp 250 Quadratmeter große Anlage stammt aus dem 16. Jahrhundert und weist erhebliche Erosionsspuren auf. Auch die Hofmauern sind recht verwittert. In einem Nebengebäude ist eine Madrasa untergebracht. Ein niedriges weiteres Adhān-Podest findet sich an der südöstlichen Ecke des Hofes, und nochmals eines, dreistufig, an der nordöstlichen Hofecke. Vor der Hoffassade steht eine prächtige Akazie. Das Betraumgebäude ist auch hier als Queranlage erstellt und hat eine Mihrāb-Apsis.

## Wirtschaft und Infrastruktur

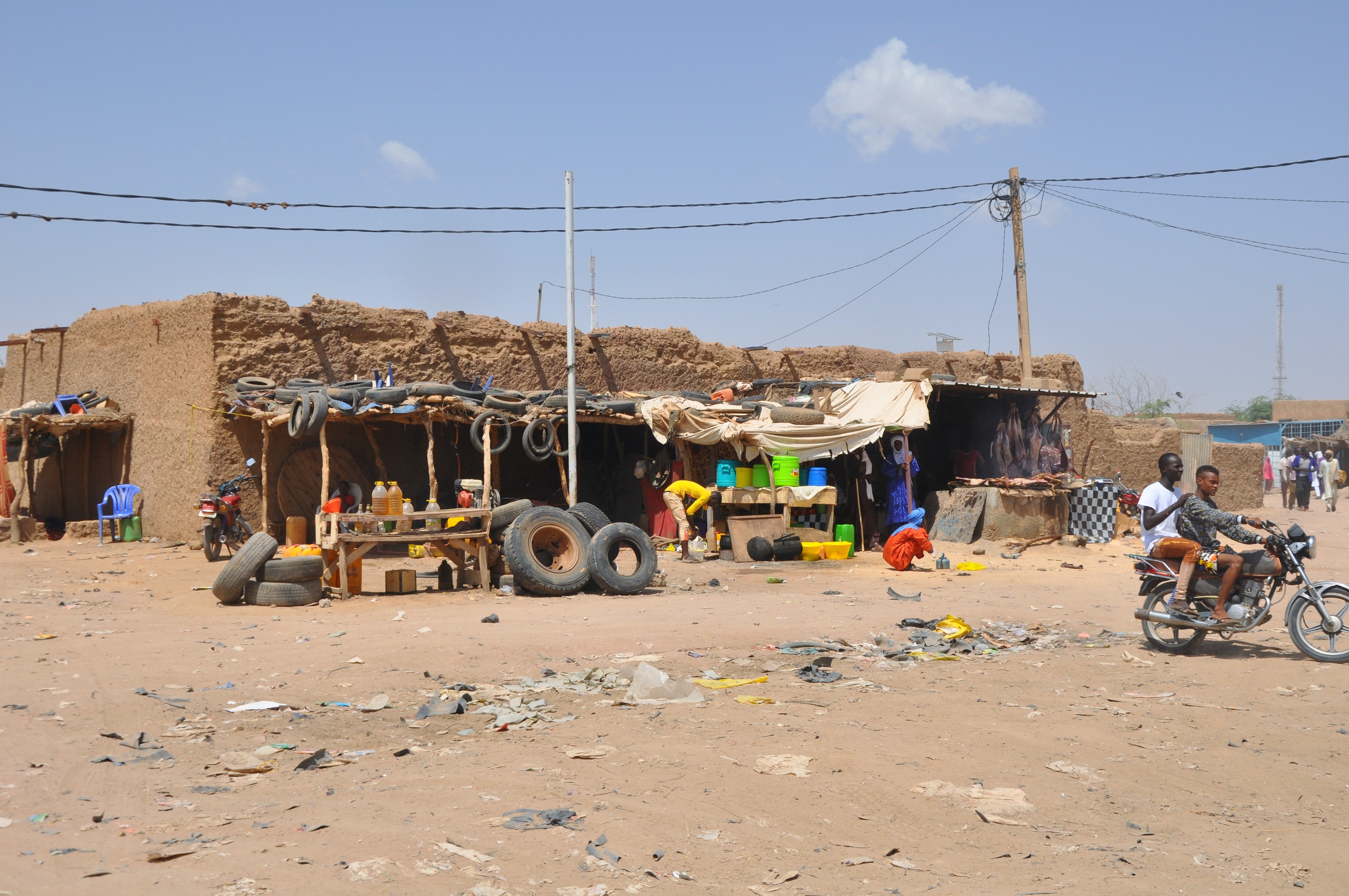
Geschäftslokale im Stadtzentrum von Ingall (2019)

In den Dörfern Ingall und Amataltal gibt es jeweils einen Viehmarkt. Der Markttag in Ingall ist am Samstag und in Amataltal, wo die Züchter selbst ihre Tiere verkaufen, am Montag. Das staatliche Versorgungszentrum für landwirtschaftliche Betriebsmittel und Materialien (CAIMA) unterhält eine Verkaufsstelle im Hauptort.
Der Süden des Gemeindegebiets kann noch für die Weidewirtschaft genutzt werden. Das Uranbergwerk Azelik in Ingall nahm 2010 seinen Betrieb auf. Beim Weiler Tiguirwit wurde Ende der 1960er Jahre die Tiguirwit-Talsperre errichtet. Im Hauptort gibt es seit September 2000 einen lokalen Bürgerhörfunk (radio communautaire).
Gesundheitszentren des Typs Centre de Santé Intégré (CSI) sind im Hauptort sowie in den Siedlungen Aggaya, Assawas, Injagarane, Tegguida-n-Tessoum, Tiguidan Tagueit, Tiguindan Adar und Tiguirwit vorhanden. Das Gesundheitszentrum im Hauptort verfügt über ein eigenes Labor und eine Entbindungsstation. Das Trinkwasser in Ingall weist gesundheitsgefährdend hohe Fluorwerte auf. Vergleichsweise schlechte Werte wurden in Niger nur in Koundoumaoua und Tibiri gemessen.
Der CEG Ingall ist eine allgemein bildende Schule der Sekundarstufe des Typs Collège d’Enseignement Général (CEG). Der Collège d’Enseignement Technique d’Ingall (CET Ingall) ist eine technische Fachschule. In der Siedlung Amataltal gibt es mit dem Centre de Formation aux Métiers de Amataltal (CFM Amataltal) ein Berufsausbildungszentrum.
Durch Ingall, unter anderem durch den Hauptort, führt die 156,2 Kilometer lange Nationalstraße 26 zwischen Agadez und Mararaba. Durch das Gemeindegebiet verlaufen außerdem die 980,9 Kilometer lange Nationalstraße 11 zwischen der Staatsgrenze zu Algerien im Norden und der Staatsgrenze zu Nigeria im Süden sowie die 868 Kilometer lange Nationalstraße 25 zwischen den Städten Niamey und Agadez. Der Hauptort Ingall ist über die 80 Kilometer lange Route 107 mit dem Dorf Inagar und über die 80 Kilometer lange Route 112 mit dem Dorf Tegguida-n-Tessoum verbunden. Von Tegguida-n-Tessoum führt die 110 Kilometer lange Route 103 ins Dorf Assawas und die 290 Kilometer lange Route 104 zur Staatsgrenze mit Algerien. Die Siedlung Ekawel ist über die 12 Kilometer lange Route 119 mit der Nationalstraße 25 verbunden.

## Gemeindepartnerschaft
Ingall unterhält eine Gemeindepartnerschaft mit der Communauté de communes d’Arguenon et Hunaudaye, einem ehemaligen Verbund der französischen Gemeinden Dolo, Jugon-les-Lacs, Plédéliac, Plénée-Jugon, Plestan und Tramain.

## Persönlichkeiten
- Mouma Bob (1963–2016), Gitarrist und Singer-Songwriter
- Mohamed Boucha (1966–2021), Politiker, geboren im Dorf Tiguindan Adar
- Akoli Daouel (* 1937), Politiker, Journalist und Unternehmer